# Adolph Knop
Adolph Knop, auch Adolf Knop, (* 12. Januar 1828 in Altenau (Harz); † 27. Dezember 1893 in Karlsruhe) war ein deutscher Geologe und Mineraloge. 

## Leben
Knops Vater Heinrich August Knop (* 1791) war Leutnant in der Hannöverschen Armee und Magazinverwalter in Osterode. Seine Mutter Philippine Amalie Haeberle (* 1793) stammte aus einer Bergmannsfamilie. Adolph Knop wurde als fünftes von sieben Kindern geboren, zu seinen Geschwistern zählt der Agrikulturchemiker Wilhelm Knop. Nach seiner Schulzeit am Gymnasium in Clausthal arbeitete er zwei Jahre als praktischer Geometer, bevor er an der Universität Göttingen Mathematik und Naturwissenschaften (Chemie, Geologie und Mineralogie) studierte. Zu seinen Lehrern gehörten der Chemiker Friedrich Wöhler und der Mineraloge Friedrich Ludwig Hausmann.
Knop wurde 1849 Lehrer für Naturwissenschaften und Mathematik an der höheren Gewerbeschule in Chemnitz. 1852 wurde er in Leipzig zum Dr. phil. promoviert. Er veröffentlichte geologische Arbeiten und wurde deshalb 1856 als außerordentlicher Professor für Geologie und Mineralogie an die Gießen berufen und begann dort 1857 seine Lehrtätigkeit. Er wurde 1863 zum ordentlichen Professor ernannt. 
1866 wechselte Knop als ordentlicher Professor für Geologie und Mineralogie an die Polytechnische Hochschule in Karlsruhe. 1878 übernahm er zusätzlich die Leitung des Großherzoglichen Naturalienkabinetts als Nachfolger von Moritz August Seubert. 1877 erhielt er den Hofrat-Titel und 1884 wurde er Geheimer Hofrat. 1874/75 war er Direktor der TH Karlsruhe.
Knop befasste sich vor allem mit Mineralogie mit chemischen und kristallographischen Herangehensweisen. Im Auftrag des Großherzogs von Baden untersuchte er die Mineralquellen in Baden-Baden. Ihm gelang am 9. Oktober 1877 als erster der Nachweis eines Zusammenhangs der Donauversinkung und dem Aachtopf, der wasserreichsten Karstquelle Deutschlands.
Er gab die Initiative zur Gründung des Oberrheinischen Geologischen Vereins 1871. Knop war Mitglied der Gesellschaft Deutscher Naturforscher und Ärzte. Außerdem war er aktiv im Naturwissenschaftlichen Verein in Karlsruhe.
Adolph Knop war seit dem 28. Juli 1856 mit Agnes Emilie Rompano (1831–1913) verheiratet und hatte zwei Töchter (Agnes Helene, Clara Emilie) und einen Sohn (August Karl Konrad).
Knop gilt als Erstbeschreiber des Minerals Pachnolith.

## Ehrungen und Mitgliedschaften
- Ihm zu Ehren wurden cerhaltige Varietäten von Perowskit als Knopit bezeichnet.
- Im Jahr 1881 wurde er zum Mitglied der Leopoldina gewählt.

## Schriften
- System der Anorganographie: als Grundlage für Vorträge an Hochschulen, Leipzig, H. Haessel 1876
- Der Kaiserstuhl im Breisgau. Eine naturwissenschaftliche Studie, Leipzig, Engelmann 1892